# Шубіно (Сафоновський район)
Шубіно (рос. Шубино) — присілок Сафоновського району Смоленської області Росії. Входить до складу Беленінського сільського поселення.
Населення — 14 осіб (2007 рік). 